# 1916年
1916年（1916 ねん）は、西暦（グレゴリオ暦）による、土曜日から始まる閏年。大正5年。

## 他の紀年法
- 干支 : 丙辰
- 日本（月日は一致）
  - 大正5年
  - 皇紀2576年
- 中国（月日は一致）
  - 中華民国：中華民国5年
  - 中華帝国：洪憲元年1月1日 - 3月22日
- 朝鮮（月日は一致）
  - 檀紀4249年
  - 主体5年
- ベトナム
  - 阮朝 : 維新9年11月26日 - 維新10年4月16日、啓定元年4月17日 - 12月7日
- 仏滅紀元 : 2458年閏9月11日 - 2459年10月8日
- ヒジュラ暦（イスラム暦） : 1334年2月24日 - 1335年3月6日
- ユダヤ暦 : 5676年4月25日 - 5677年4月6日
- 修正ユリウス日(MJD) : 20863 - 21228
- リリウス日(LD) : 121704 - 122069

※檀紀は、大韓民国で1948年に法的根拠を与えられたが、1962年からは公式な場では使用されていない。

※主体暦は、朝鮮民主主義人民共和国で1997年に制定された。

## カレンダー
| 1月 |    |    |    |    |    |    |
| 日  | 月 | 火 | 水 | 木 | 金 | 土 |
|     |    |    |    |    |    | 1  |
| 2   | 3  | 4  | 5  | 6  | 7  | 8  |
| 9   | 10 | 11 | 12 | 13 | 14 | 15 |
| 16  | 17 | 18 | 19 | 20 | 21 | 22 |
| 23  | 24 | 25 | 26 | 27 | 28 | 29 |
| 30  | 31 |    |    |    |    |    |
|     |    |    |    |    |    |    |

| 2月 |    |    |    |    |    |    |
| 日  | 月 | 火 | 水 | 木 | 金 | 土 |
|     |    | 1  | 2  | 3  | 4  | 5  |
| 6   | 7  | 8  | 9  | 10 | 11 | 12 |
| 13  | 14 | 15 | 16 | 17 | 18 | 19 |
| 20  | 21 | 22 | 23 | 24 | 25 | 26 |
| 27  | 28 | 29 |    |    |    |    |
|     |    |    |    |    |    |    |

| 3月 |    |    |    |    |    |    |
| 日  | 月 | 火 | 水 | 木 | 金 | 土 |
|     |    |    | 1  | 2  | 3  | 4  |
| 5   | 6  | 7  | 8  | 9  | 10 | 11 |
| 12  | 13 | 14 | 15 | 16 | 17 | 18 |
| 19  | 20 | 21 | 22 | 23 | 24 | 25 |
| 26  | 27 | 28 | 29 | 30 | 31 |    |
|     |    |    |    |    |    |    |

| 4月 |    |    |    |    |    |    |
| 日  | 月 | 火 | 水 | 木 | 金 | 土 |
|     |    |    |    |    |    | 1  |
| 2   | 3  | 4  | 5  | 6  | 7  | 8  |
| 9   | 10 | 11 | 12 | 13 | 14 | 15 |
| 16  | 17 | 18 | 19 | 20 | 21 | 22 |
| 23  | 24 | 25 | 26 | 27 | 28 | 29 |
| 30  |    |    |    |    |    |    |
|     |    |    |    |    |    |    |

| 5月 |    |    |    |    |    |    |
| 日  | 月 | 火 | 水 | 木 | 金 | 土 |
|     | 1  | 2  | 3  | 4  | 5  | 6  |
| 7   | 8  | 9  | 10 | 11 | 12 | 13 |
| 14  | 15 | 16 | 17 | 18 | 19 | 20 |
| 21  | 22 | 23 | 24 | 25 | 26 | 27 |
| 28  | 29 | 30 | 31 |    |    |    |
|     |    |    |    |    |    |    |

| 6月 |    |    |    |    |    |    |
| 日  | 月 | 火 | 水 | 木 | 金 | 土 |
|     |    |    |    | 1  | 2  | 3  |
| 4   | 5  | 6  | 7  | 8  | 9  | 10 |
| 11  | 12 | 13 | 14 | 15 | 16 | 17 |
| 18  | 19 | 20 | 21 | 22 | 23 | 24 |
| 25  | 26 | 27 | 28 | 29 | 30 |    |
|     |    |    |    |    |    |    |

| 7月 |    |    |    |    |    |    |
| 日  | 月 | 火 | 水 | 木 | 金 | 土 |
|     |    |    |    |    |    | 1  |
| 2   | 3  | 4  | 5  | 6  | 7  | 8  |
| 9   | 10 | 11 | 12 | 13 | 14 | 15 |
| 16  | 17 | 18 | 19 | 20 | 21 | 22 |
| 23  | 24 | 25 | 26 | 27 | 28 | 29 |
| 30  | 31 |    |    |    |    |    |
|     |    |    |    |    |    |    |

| 8月 |    |    |    |    |    |    |
| 日  | 月 | 火 | 水 | 木 | 金 | 土 |
|     |    | 1  | 2  | 3  | 4  | 5  |
| 6   | 7  | 8  | 9  | 10 | 11 | 12 |
| 13  | 14 | 15 | 16 | 17 | 18 | 19 |
| 20  | 21 | 22 | 23 | 24 | 25 | 26 |
| 27  | 28 | 29 | 30 | 31 |    |    |
|     |    |    |    |    |    |    |

| 9月 |    |    |    |    |    |    |
| 日  | 月 | 火 | 水 | 木 | 金 | 土 |
|     |    |    |    |    | 1  | 2  |
| 3   | 4  | 5  | 6  | 7  | 8  | 9  |
| 10  | 11 | 12 | 13 | 14 | 15 | 16 |
| 17  | 18 | 19 | 20 | 21 | 22 | 23 |
| 24  | 25 | 26 | 27 | 28 | 29 | 30 |
|     |    |    |    |    |    |    |

| 10月 |    |    |    |    |    |    |
| 日   | 月 | 火 | 水 | 木 | 金 | 土 |
| 1    | 2  | 3  | 4  | 5  | 6  | 7  |
| 8    | 9  | 10 | 11 | 12 | 13 | 14 |
| 15   | 16 | 17 | 18 | 19 | 20 | 21 |
| 22   | 23 | 24 | 25 | 26 | 27 | 28 |
| 29   | 30 | 31 |    |    |    |    |
|      |    |    |    |    |    |    |

| 11月 |    |    |    |    |    |    |
| 日   | 月 | 火 | 水 | 木 | 金 | 土 |
|      |    |    | 1  | 2  | 3  | 4  |
| 5    | 6  | 7  | 8  | 9  | 10 | 11 |
| 12   | 13 | 14 | 15 | 16 | 17 | 18 |
| 19   | 20 | 21 | 22 | 23 | 24 | 25 |
| 26   | 27 | 28 | 29 | 30 |    |    |
|      |    |    |    |    |    |    |

| 12月 |    |    |    |    |    |    |
| 日   | 月 | 火 | 水 | 木 | 金 | 土 |
|      |    |    |    |    | 1  | 2  |
| 3    | 4  | 5  | 6  | 7  | 8  | 9  |
| 10   | 11 | 12 | 13 | 14 | 15 | 16 |
| 17   | 18 | 19 | 20 | 21 | 22 | 23 |
| 24   | 25 | 26 | 27 | 28 | 29 | 30 |
| 31   |    |    |    |    |    |    |
|      |    |    |    |    |    |    |

## できごと

### 1月
- 1月8日 - 第一次世界大戦: 連合軍がガリポリから撤退開始
- 1月17日 - 全米プロゴルフ協会創立
- 1月28日 - ルイス・ブランダイスがユダヤ人として初めて合衆国最高裁判所判事に選出
- 1月29日 - 第一次大戦: ツェッペリンがパリを初空爆

### 2月
- 2月11日 - エマ・ゴールドマンが産児制限運動により逮捕される
- 2月15日 - 西南学院創立
- 2月21日 - 第一次大戦: ヴェルダンの戦い（〜12月19日）

### 3月
- 3月9日 - 第一次大戦: 第五次イゾンツォの戦い（〜3月17日）
- 3月22日 - 袁世凱が帝政を取り消し中華帝国崩壊。

### 4月
- 4月24日 - アイルランドでイースター蜂起（〜4月30日）

### 5月
- 5月5日 - 米海兵隊がドミニカ共和国に侵攻
- 5月15日 - 第一次大戦: アジアーゴの戦い（〜6月10日）
- 5月16日 - 第一次大戦: 英仏露間でサイクス・ピコ協定を密約（オスマン帝国領分割）
- 5月31日 - 第一次大戦: ユトランド沖海戦（〜6月1日）

### 6月
- 6月4日 - 第一次大戦: ブルシーロフ攻勢開始
- 6月5日 - ホレイショ・キッチナー英陸相が乗った巡洋艦ハンプシャーがオークニー諸島沖で撃沈、キッチナーを含む643名が戦死

### 7月
- 7月1日 - 第一次大戦: ソンムの戦い（〜11月18日）
- 7月2日 - 第1回サッカー南米選手権（コパ・アメリカ）開催（〜7月17日）
- 7月3日 - 第四次日露協約調印
- 7月15日 - ボーイング社創業（米ワシントン州シアトル）

### 8月
- 8月6日 - 第一次大戦: 第六次イゾンツォの戦い（〜8月17日）
- 8月29日 - 米国でフィリピンに関するジョーンズ法制定

### 9月
- 9月6日 - クラレンス・サンダース（英語版）がテネシー州メンフィスで、史上初めてのセルフ式食料雑貨店ピッグリー・ウィッグリーをオープン。
- 9月11日 - 河上肇『貧乏物語』（大阪朝日新聞）
- 9月14日 - 第一次大戦: 第七次イゾンツォの戦い（〜9月17日）

### 10月
- 10月9日 - 寺内内閣成立
- 10月9日 - 明治製菓（当時の社名東京菓子）創立
- 10月10日 - 第一次大戦: 第八次イゾンツォの戦い（〜10月12日）
- 10月16日 - マーガレット・サンガーが家族計画と産児制限のための診療所を開設

### 11月
- 11月1日 - 第一次大戦: 第九次イゾンツォの戦い（〜11月4日）
- 11月5日 - 折尾駅 二階建洋風（コロニアル様式）木造駅舎の完成
- 11月7日
  - 米大統領選挙でウッドロウ・ウィルソンが再選
  - ジャネット・ランキンが女性として初めて米国下院議員に選出
- 11月8日 - 日本精工設立

### 12月
- 奈良原三次が千葉県稲毛海岸に日本初の民間飛行場（白戸飛行機練習所）を開設
- 12月23日 - 第一次大戦: マグドハバの戦い
- 12月25日 - 第38議会召集
- 12月29日 - ロシアでグリゴリー・ラスプーチンが暗殺される

### 日付不詳
- 1月 - 吉野作造「憲政の本義を説いて其有終の美を済すの途を論ず」
- 7月 - ハインリヒ・リッケルト「認識の対象」邦訳
- 7月 - 横浜港に入港した「ハワイ丸」の乗客から全国にコレラが拡大。死者は7400人を超える[1]。
- 8月 - 津田左右吉「文学に現はれたる我が国民思想の研究」
- フェルディナン・ド・ソシュール「一般言語学講義」
- ドイツで盲導犬の育成が始められる。
- アルベルト・アインシュタインが一般相対性理論を発表
- ウラジーミル・レーニン『帝国主議論』
- エドムント・フッサールがフライブルク大学教授に就任
- 倉田百三『出家とその弟子』
- 森鷗外『高瀬舟』
- 夏目漱石『明暗』

## 周年
以下に、過去の主な出来事からの区切りの良い年数（周年）を記す。
- 4月1日 - 田端駅開業20周年。

## 誕生

### 1月
- 1月1日 - 根本進、漫画家（+ 2002年）
- 1月5日 - 赤根谷飛雄太郎、プロ野球選手（+ 1969年）
- 1月7日 - パウリ・ケレス、チェスプレーヤー（+ 1975年）
- 1月7日 - バーナード・デイビス、微生物学者（+ 1994年）
- 1月9日 - E・カードン・ウォーカー、ウォルト・ディズニー・プロダクション代表取締役会長（+ 2005年）
- 1月12日 - ピーター・ウィレム・ボータ、元南アフリカ共和国大統領（+ 2006年）
- 1月13日 - 宮下義雄、プロ野球選手（+ 1984年）
- 1月16日 - 御園生崇男、プロ野球選手（+ 1965年）
- 1月19日 - 小倉朗、作曲家（+ 1990年）
- 1月20日 - 小坂徳三郎、実業家・政治家（+ 1996年）
- 1月21日 - ボリス・パーブロヴィチ・ニキーチン（ロシア語版）、教育者（+ 1999年）
- 1月22日 - アンリ・デュティユー、作曲家（+ 2013年）
- 1月25日 - 須藤健、俳優（+ 1992年）
- 1月26日 - ウィリアム・プリース、チェリスト（+ 1999年）
- 1月30日 - 下畑卓、児童文学作家（+ 1944年）

### 2月
- 2月13日 - 板垣武四、第7代札幌市長（+ 1993年）
- 2月14日 - 小林正樹、映画監督（+ 1996年）
- 2月17日 - 杉兵助、コメディアン （+ 1996年）
- 2月23日 - 小林斗盦、書家・篆刻家（+ 2007年）

### 3月
- 3月1日 - 有島一郎、俳優（+ 1987年）
- 3月3日 - 小嶋千鶴子、実業家（+ 2022年）
- 3月5日 - 会田雄次、歴史学者（+ 1997年）
- 3月5日 - 古屋茂、数学者（+ 1996年）
- 3月5日 - 晝間弘、彫刻家（+ 1984年）
- 3月11日 - ハロルド・ウィルソン、イギリス首相（+ 1995年）
- 3月14日 - ホートン・フート、劇作家・脚本家（+ 2009年）
- 3月15日 - 五味川純平、小説家（+ 1995年）
- 3月20日 - 大ノ海久光、大相撲力士、年寄花籠（+ 1981年）
- 3月21日 - 斎藤茂太、精神科医（+ 2006年）
- 3月25日 - 内藤幸三、プロ野球選手（+ 2002年）
- 3月28日 - 岩谷時子、作詞家（+ 2013年）
- 3月29日 - 小林茂太、元プロ野球選手（+ 没年不明）
- 3月29日 - ユージーン・マッカーシー、政治家（+ 2005年）

### 4月
- 4月5日 - グレゴリー・ペック、俳優（+ 2003年）
- 4月7日 - 大西鐡之祐、ラグビー指導者（+ 1995年）
- 4月8日 - 浅原直人[2]、プロ野球選手（+ 1987年）
- 4月9日 - 木下忠司、作曲家（+ 2018年[3]）
- 4月10日 - 深水藤子、女優（+ 2011年）
- 4月12日 - 菅利雄、プロ野球選手（+ 生死不明）
- 4月13日 - 笠松実、プロ野球選手（+ 1970年）
- 4月15日 - 松広金一、元プロ野球選手（+ 生死不明）
- 4月17日 - 斉藤了英、実業家（+ 1996年）
- 4月17日 - シリマヴォ・バンダラナイケ、政治家、スリランカ首相（+ 2000年）
- 4月19日 - 浅野賢澄、元フジテレビ社長（+ 1997年）
- 4月19日 - 高橋展子、労働官僚（+ 1990年）
- 4月22日 - ユーディ・メニューイン、ヴァイオリニスト（+ 1999年）
- 4月24日 - ルー・テーズ、プロレスラー（+ 2002年）
- 4月26日 - アイベン・アール、画家（+ 2000年）
- 4月27日 - 宮崎要、プロ野球選手（+ 1965年）
- 4月27日 - イーノス・スローター、メジャーリーガー（+ 2002年）
- 4月30日 - クロード・シャノン、数学者（+ 2001年）

### 5月
- 5月1日 - ヴィクトル・スタルヒン、プロ野球選手（+ 1957年）
- 5月5日 - 山口政信、プロ野球選手（+ 1976年）
- 5月10日 - 鈴木英夫、映画監督（+ 2002年）
- 5月11日 - 本多丕道、警察官僚（+ 1990年）
- 5月15日 - 蔣方良、蔣経国夫人（+ 2004年）
- 5月16日 - アドリアナ・カセロッティ、女優、歌手（+ 1997年）
- 5月16日 - ジョージ・ゲインズ、俳優（+ 2016年）
- 5月17日 - 中山武、プロ野球選手（+ 1975年）
- 5月18日 - 戸上城太郎、俳優（+ 1980年）
- 5月18日 - 三浦敏一、プロ野球選手（+ 1997年）
- 5月27日 - 筒井良武、プロ野球選手（+ 生死不明）

### 6月
- 6月8日 - フランシス・クリック、生物学者（+ 2004年）
- 6月9日 - ロバート・マクナマラ、元米国国防長官・フォード・モーター社長（+ 2009年）
- 6月9日 - 長谷川治、プロ野球選手（+ 1993年）
- 6月14日-岩本徹三、大日本帝国海軍戦闘機搭乗員 (+ 1955年)
- 6月15日 - ハーバート・サイモン、経済学者（+ 2001年）
- 6月15日 - オラシオ・サルガン、作曲家・指揮者・ピアニスト（+ 2016年）
- 6月26日 - 武田隆夫、経済学者（+ 1986年）
- 6月28日 - 呉昌征、プロ野球選手（+ 1987年）
- 6月29日 - 小山正孝、詩人（+ 2002年）
- 6月30日 - 西川辰美、漫画家（+ 1971年）

### 7月
- 7月1日 - オリヴィア・デ・ハヴィランド、女優 (+ 2020年[4][5])
- 7月2日 - ハンス・ウルリッヒ・ルーデル、軍人（+ 1982年）
- 7月2日 - 西尾常三郎、陸軍軍人(最終階級:陸軍大佐) (+ 1944年)
- 7月4日 - アイヴァ・郁子・戸栗・ダキノ、アナウンサー（+ 2006年）
- 7月19日 - フィル・キャバレッタ、メジャーリーガー（+ 2010年）
- 7月27日 - 鶴岡一人、プロ野球選手、監督（+ 2000年）
- 7月30日 - 日高繁明、映画監督（+ 生死不明）

### 8月
- 8月6日 - 松尾文人、俳優（+ 生死不明）
- 8月14日 - 藤村富美男、プロ野球選手（+ 1992年）
- 8月16日 - 松下繁二、プロ野球選手（戦死）
- 8月20日 - 大西巨人、小説家・評論家（+ 2014年）
- 8月21日 - 五島昇、実業家・東急社長・会長（+ 1989年）
- 8月21日 - 橋本正吾、元プロ野球選手（+ 生死不明）
- 8月24日 - 加藤泰、映画監督（+ 1985年）
- 8月26日 - 坂井三郎、撃墜王(+ 2000年)
- 8月27日 - 山下与志一、脚本家(+ 1991年)
- 8月28日 - ライト・ミルズ、社会学者(+ 1962年)

### 9月
- 9月6日 - 漆原進、プロ野球選手（+ 生死不明）
- 9月13日 - ロアルド・ダール、作家（+ 1990年）
- 9月15日 - 秋枝三郎、海軍軍人(最終階級:海軍中佐)・特殊潜航艇(甲標的)乗組 (+ 1942年)
- 9月16日 - 重松通雄、プロ野球選手（+ 1979年）
- 9月16日 - 大友一明、プロ野球選手（+ 生死不明）
- 9月17日 - 三宅邦子、女優（+ 1992年）
- 9月19日 - 井上光貞、歴史学者（+ 1983年）
- 9月20日 - 小田切秀雄、文芸評論家（+ 2000年）
- 9月25日 - 前田光繁、海軍軍人、八路軍の日本人兵士第1号
- 9月29日 - 柴田南雄、作曲家・音楽評論家（+ 1996年）

### 10月
- 10月1日 - 谷伍平、政治家、元北九州市長（+ 2007年）
- 10月1日 - 金丸貞三、陸軍軍人(最終階級:陸軍中尉)・エースパイロット (+ 1942年)
- 10月10日 - 水久保澄子、女優 （+ 生死不明）
- 10月11日 - トルステン・ヘーゲルストランド、地理学者（+ 2004年）
- 10月19日 - エミール・ギレリス、ピアニスト（+ 1985年）
- 10月20日 - 藤井勇、プロ野球選手（+ 1986年）
- 10月21日 - 佐藤武夫、プロ野球選手（+ 1962年）
- 10月24日 - ピエール・サンカン、ピアニスト・作曲家・指揮者（+ 2008年）
- 10月24日 - 上田定、海軍軍人・真珠湾攻撃で戦死した九軍神の一人（+ 1941年）
- 10月26日 - 渡久地政信、作曲家（+ 1998年）
- 10月26日 - フランソワ・ミッテラン、フランス第五共和政第4代大統領（+ 1996年）
- 10月30日 - 戸田盛和、物理学者（+ 2010年）

### 11月
- 11月1日 - 小原二郎、人間工学、住宅産業、木材工学者（+ 2016年）
- 11月2日 - アル・キャンパニス、MLBゼネラルマネージャー （+ 1998年）
- 11月5日 - 吉原信之、実業家 （+ 2007年）
- 11月8日 - ペーター・ヴァイス、小説家・劇作家・美術作家（+ 1982年）
- 11月15日 - ビル・メレンデス、アニメデザイナー（+ 2008年）
- 11月20日 - 清水彰、俳優（+ 2012年）
- 11月22日 - 見川鯛山、医師、作家（+ 2005年）
- 11月24日 - 片岡博國、プロ野球選手（+ 2003年）
- 11月25日 - 佐藤進一、歴史学者（+ 2017年）
- 11月27日 - 岡本利之、米子東高校野球部監督、プロ野球選手（+ 1969年）

### 12月
- 12月1日 - 大沢清、プロ野球選手（+ 2005年）
- 12月8日 - 岡野八郎、プロ野球選手（+ 生死不明）
- 12月9日 - カーク・ダグラス、ハリウッド俳優 (+ 2020年)
- 12月9日 - ヴォルフガング・ヒルデスハイマー、作家（+ 1991年）
- 12月15日 - モーリス・ウィルキンス、生物物理学者（+ 2004年）
- 12月19日 - 田部輝男、プロ野球選手（+ 2000年）
- 12月25日 - 福田孝、フクダ電子創業者（+ 1998年）
- 12月28日 - 伊藤健太郎、プロ野球選手（+ 1944年）
- 12月28日 - 堀川弘通、映画監督（+ 2012年）

### 日時不詳
- 日時不詳 - 繁里栄、プロ野球選手（+ 1960年）

## 死去

### 1月
- 1月11日 - 高島鞆之助、軍人・陸軍大臣・拓殖務大臣・枢密顧問官・華族（* 1844年）
- 1月13日 - ビクトリアーノ・ウエルタ、メキシコ大統領・軍人（* 1854年）

### 2月
- 2月2日 - 三浦守治、東京帝国大学医科大学、初代病理学教授（* 1857年）
- 2月4日 - アドルフ・ビアラン、チェリスト・作曲家（* 1871年）
- 2月9日 - 加藤弘之、政治学者・元老院議官・貴族院議員・初代東京大学綜理・帝国学士院長・枢密顧問官・華族（* 1836年）
- 2月12日 - リヒャルト・デーデキント、数学者（* 1831年）
- 2月13日 - ヴィルヘルム・ハンマースホイ、画家（* 1864年）
- 2月19日 - エルンスト・マッハ、哲学者・物理学者（* 1838年）
- 2月28日 - ヘンリー・ジェイムズ、小説家（* 1843年）

### 3月
- 3月4日 - フランツ・マルク、画家（* 1880年）
- 3月7日 - 吉丸一昌、作詞家・文学者・教育者（* 1873年）
- 3月8日 - フレッド・T・ジェーン、編集者（* 1865年）
- 3月10日 - ウォルター・S・サットン、生物学者・医学者（* 1877年）
- 3月18日 - 市川右團次、歌舞伎役者（* 1843年）
- 3月19日 - ワシーリー・スリコフ、画家（* 1848年）
- 3月21日 - コール・ヤンガー、ガンマン（* 1844年）
- 3月24日 - エンリケ・グラナドス、作曲家（* 1867年）
- 3月25日 - イシ、インディアン（* 1860年）
- 3月30日 - 中牟田倉之助、軍人・枢密顧問官・華族（* 1837年）

### 4月
- 4月8日 - 松尾臣善、日本銀行総裁（* 1843年）
- 4月22日 - ラフレッシュ、競走馬・繁殖牝馬（* 1889年）

### 5月
- 5月3日 - パトリック・ピアース、教師・民族主義者（* 1879年）
- 5月11日 - カール・シュヴァルツシルト、天文学者（* 1873年）
- 5月11日 - マックス・レーガー、作曲家・オルガニスト・ピアニスト・指揮者・音楽教師（* 1873年）
- 5月12日 - ジェームズ・コノリー、アイルランドの民族主義者（* 1868年）
- 5月13日 - ショーレム・アレイヘム、劇作家・小説家・ジャーナリスト（* 1859年）
- 5月16日 - 桂文左衛門、落語家（* 1844年）

### 6月
- 6月5日 - ホレイショ・ハーバート・キッチナー、軍人（* 1850年）
- 6月6日 - 袁世凱、中華民国大総統・中華帝国皇帝#自称皇帝・軍人（* 1859年）
- 6月18日 - マックス・インメルマン、操縦士（* 1890年）
- 6月18日 - ヘルムート・ヨハン・ルートヴィヒ・フォン・モルトケ、軍人（* 1848年）
- 6月20日 - 斎藤元宏、軍人（* 1887年）
- 6月25日 - トマス・エイキンズ、画家・写真家・彫刻家（* 1844年）

### 7月
- 7月3日 - ヘティ・グリーン、投資家・実業家（* 1834年）
- 7月6日 - オディロン・ルドン、画家（* 1840年）
- 7月9日 - 上田敏、文学者・評論家・啓蒙家・翻訳家（* 1874年）
- 7月16日 - イリヤ・メチニコフ、微生物学者・動物学者（* 1845年）
- 7月19日 - 津軽承昭、弘前藩主・華族（* 1840年）
- 7月23日 - ウィリアム・ラムゼー、化学者（* 1852年）

### 8月
- 8月5日 - ジョージ・バターワース、作曲家（* 1885年）
- 8月6日 - フランツ・フォン・エッケルト、作曲家（* 1852年）
- 8月8日 - 上村彦之丞、軍人（* 1849年）
- 8月8日 - 山葉寅楠、ヤマハ創業者（* 1851年）
- 8月16日 - ウンベルト・ボッチョーニ、画家・彫刻家（* 1882年）
- 8月22日 - 本告辰二、大陸浪人（* 1892年）
- 8月29日 - オスカル・バックルンド、天文学者（* 1846年）

### 9月
- 9月2日 - 小芝長之助、幕臣（* 1829年）
- 9月10日 - フリードリヒ・ゲルンスハイム、作曲家・ピアニスト・指揮者（* 1839年）
- 9月13日 - メアリ (象)、（* 生年不明）
- 9月14日 - デュエム、物理学者・科学哲学者（* 1861年）
- 9月15日 - ユリウス・フチーク、作曲家・指揮者（* 1872年）

### 10月
- 10月10日 - 妻木頼黄、建築家（* 1859年）
- 10月11日 - オットー1世、バイエルン国王（* 1848年）
- 10月12日 - ホレイス・グラント・アンダーウッド、宣教師・言語学者・教育者（* 1859年）
- 10月20日 - 高松凌雲、医師（* 1837年）
- 10月21日 - ラファエル・コラン、画家（* 1850年）
- 10月27日 - 岩本栄之助、実業家（* 1877年）
- 10月30日 - ピーター・ドッヅ・マコーミック、教師・作曲家（* 1834年）
- 10月31日 - 黄興、革命家（* 1874年）
- 10月31日 - チャールズ・テイズ・ラッセル、宗教家（* 1852年）

### 11月
- 11月6日 - 山科言縄、公家・華族（* 1835年）
- 11月7日 - 桃中軒雲右衛門、浪曲師（* 1873年）
- 11月12日 - パーシヴァル・ローウェル、天文学者（* 1855年）
- 11月14日 - サキ、小説家（* 1870年）
- 11月15日 - ヘンリク・シェンキェヴィチ、小説家（* 1846年）
- 11月21日 - フランツ・ヨーゼフ1世、オーストリア皇帝・ハンガリー国王（* 1830年）
- 11月22日 - ジャック・ロンドン、作家（* 1876年）
- 11月23日 - エドゥアルド・ナープラヴニーク、指揮者・作曲家（* 1839年）
- 11月24日 - ハイラム・マキシム、発明家（* 1840年）
- 11月27日 - 松本十郎、官僚（* 1840年）
- 11月27日 - エミール・ヴェルハーレン、詩人・劇作家（* 1855年）

### 12月
- 12月2日 - フランチェスコ・パオロ・トスティ、作曲家（* 1846年）
- 12月5日 - ハンス・リヒター、指揮者（* 1843年）
- 12月9日 - 夏目漱石、小説家・評論家・イギリス文学者（* 1867年）
- 12月10日 - 大山巌、陸軍大臣・文部大臣・貴族院議員・元老・華族（* 1842年）
- 12月16日 - ヒューゴー・ミュンスターバーグ、心理学者・哲学者（* 1863年）
- 12月25日 - グリゴリー・ラスプーチン、祈祷僧（* 1871年）
- 12月28日 - エドゥアルト・シュトラウス1世、作曲家・指揮者・ハープ奏者（* 1835年）

### 日時不詳
- 日時不詳 - 加藤友太郎、陶芸家（* 1851年）

## ノーベル賞
- 物理学賞 - 該当者なし
- 化学賞 - 該当者なし
- 生理学・医学賞 - 該当者なし
- 文学賞 - ヴェルネル・フォン・ヘイデンスタム
- 平和賞 - 該当者なし